# 토니 탄 켕 얌
토니 탄 켕 얌(진경염, 영어: Tony Tan Keng Yam, 중국어: 陳慶炎, 1940년 2월 7일 ~ )은 싱가포르의 정치인으로, 제7대 대통령이다.
세인트 패트릭 스쿨, 세인트 조셉 학원, 싱가포르 국립 대학, 매사추세츠 공과대학교, 애들레이드 대학교를 졸업하였다.
1995년부터 2005년까지 부총리 겸 국방장관을 지냈으며, 2011년 셀라판 라마나단의 뒤를 이어 대통령이 되었다.

## 역대 선거 결과
| 선거명        | 직책명                       | 대수 | 정당       | 득표율   | 득표수    | 결과 | 당락                 |
| ------------- | ---------------------------- | ---- | ---------- | -------- | --------- | ---- | -------------------- |
| 1979년 재선거 | 국회의원 (셈바왕 선거구)     | 5대  | 인민행동당 | 78.4%    | 12,824표  | 1위  | 셈바왕 하원의원 당선 |
| 1980년 선거   | 국회의원 (셈바왕 선거구)     | 5대  | 인민행동당 | 81.55%   | 13,415표  | 1위  | 셈바왕 하원의원 당선 |
| 1984년 선거   | 국회의원 (셈바왕 선거구)     | 6대  | 인민행동당 | 77.42%   | 15,948표  | 1위  | 셈바왕 하원의원 당선 |
| 1988년 선거   | 국회의원 (셈바왕 통합선거구) | 7대  | 인민행동당 | 70.1%    | 36,154표  | 1위  | 셈바왕 하원의원 당선 |
| 1991년 선거   | 국회의원 (셈바왕 통합선거구) | 8대  | 인민행동당 | 단독후보 | 무투표    | 1위  | 셈바왕 하원의원 당선 |
| 1997년 선거   | 국회의원 (셈바왕 통합선거구) | 9대  | 인민행동당 | 단독후보 | 무투표    | 1위  | 셈바왕 하원의원 당선 |
| 2001년 선거   | 국회의원 (셈바왕 통합선거구) | 10대 | 인민행동당 | 단독후보 | 무투표    | 1위  | 셈바왕 하원의원 당선 |
| 2011년 선거   | 싱가포르의 대통령            | 7대  | 무소속     | 35.20%   | 745,693표 | 1위  |                      |